# Levanto (Chachapoyas)
Levanto es una localidad de Perú. Es capital del distrito de Levanto en la provincia de Chachapoyas, departamento de Amazonas.

## Historia
Poblado prehispánico. Su fundación española se realizó en 1538.

## Geografía
Tiene una población de 560 habitantes en 1993.

## Clima
| Parámetros climáticos promedio de Levanto (territorios entre - m s. n. m.). | Parámetros climáticos promedio de Levanto (territorios entre - m s. n. m.). | Parámetros climáticos promedio de Levanto (territorios entre - m s. n. m.). | Parámetros climáticos promedio de Levanto (territorios entre - m s. n. m.). | Parámetros climáticos promedio de Levanto (territorios entre - m s. n. m.). | Parámetros climáticos promedio de Levanto (territorios entre - m s. n. m.). | Parámetros climáticos promedio de Levanto (territorios entre - m s. n. m.). | Parámetros climáticos promedio de Levanto (territorios entre - m s. n. m.). | Parámetros climáticos promedio de Levanto (territorios entre - m s. n. m.). | Parámetros climáticos promedio de Levanto (territorios entre - m s. n. m.). | Parámetros climáticos promedio de Levanto (territorios entre - m s. n. m.). | Parámetros climáticos promedio de Levanto (territorios entre - m s. n. m.). | Parámetros climáticos promedio de Levanto (territorios entre - m s. n. m.). | Parámetros climáticos promedio de Levanto (territorios entre - m s. n. m.). |
| Mes                                                                         | Ene.                                                                        | Feb.                                                                        | Mar.                                                                        | Abr.                                                                        | May.                                                                        | Jun.                                                                        | Jul.                                                                        | Ago.                                                                        | Sep.                                                                        | Oct.                                                                        | Nov.                                                                        | Dic.                                                                        | Anual                                                                       |
| --------------------------------------------------------------------------- | --------------------------------------------------------------------------- | --------------------------------------------------------------------------- | --------------------------------------------------------------------------- | --------------------------------------------------------------------------- | --------------------------------------------------------------------------- | --------------------------------------------------------------------------- | --------------------------------------------------------------------------- | --------------------------------------------------------------------------- | --------------------------------------------------------------------------- | --------------------------------------------------------------------------- | --------------------------------------------------------------------------- | --------------------------------------------------------------------------- | --------------------------------------------------------------------------- |
| Temp. máx. media (°C)                                                       | 29.5                                                                        | 30.5                                                                        | 30                                                                          | 29                                                                          | 26.5                                                                        | 25                                                                          | 24                                                                          | 24                                                                          | 24                                                                          | 25                                                                          | 26                                                                          | 28                                                                          | 26.8                                                                        |
| Temp. mín. media (°C)                                                       | 20                                                                          | 22                                                                          | 21                                                                          | 20                                                                          | 18                                                                          | 17                                                                          | 16                                                                          | 16                                                                          | 16                                                                          | 17                                                                          | 17.5                                                                        | 19                                                                          | 18.3                                                                        |
| Fuente: Accuweather                                                         |                                                                             |                                                                             |                                                                             |                                                                             |                                                                             |                                                                             |                                                                             |                                                                             |                                                                             |                                                                             |                                                                             |                                                                             |                                                                             |

## Lugares de interés
- Yálape[4]
- Pueblo histórico de Levanto[5]
- Qhapac Ñan "Chachapoyas - Levanto"[6]
- Pueblo histórico Levanto[7]
- Templo Matriz de Levanto[8]
- Restos arqueológicos de Levanto[9]